# Narodowy Komitet Olimpijski Republiki Białorusi
Narodowy Komitet Olimpijski Republiki Białorusi (biał. Нацыянальны алімпійскі камітэт Рэспублікі Беларусь; ros. Национальный олимпийский комитет Республики Беларусь) – jeden z wielu krajowych komitetów olimpijskich, które tworzą Międzynarodowy Komitet Olimpijski. Utworzony w 1991 roku, jest zobowiązany do wyboru zawodników do reprezentacji Białorusi w letnich i zimowych igrzyskach olimpijskich, egzekwowania przepisów antydopingowych i promowania aktywności sportowej wewnątrz Białorusi. Prezydentem komitetu jest syn aktualnego prezydenta Wiktar Łukaszenka.

## Historia
BKOl powstał 22 marca 1991 po rozpadzie Związku Radzieckiego. Do tego czasu działalność sportowców białoruskich koordynowana była przez Komitet Olimpijski Związku Radzieckiego. Przed Igrzyskami Olimpijskimi w 1992 roku przyznano Białorusi tymczasowe członkostwo w MKOl-u. Rok później otrzymała ona pełne członkostwo. Pierwszym prezydentem był Uładzimir Ryżankou, który pełnił tę funkcję do śmierci w roku 1996. Od tego czasu komitetowi przewodzi Alaksandr Łukaszenka. Podczas Igrzysk Olimpijskich w 2012 roku nie otrzymał on pozwolenia na wjazd do Wielkiej Brytanii. W 2021 roku szefem BKOl został Wiktar Łukaszenka syn prezydenta Białorusi, Aleksandra Łukaszenki.
W grudniu 2020 roku Międzynarodowy Komitet Olimpijski ukarał członków BKOl, w tym Aleksandra i Wiktora Łukaszenkę, za polityczną dyskryminację białoruskich sportowców.
1 sierpnia 2021 r., podczas Igrzysk Olimpijskich w Tokio, białoruska lekkoatletka Kryscina Cimanouska skrytykowała związkowych działaczy, ponieważ ci zgłosili ją do innej konkurencji niż się specjalizuje, ze względu na zaniedbania organizacji badań antydopingowych innych zawodniczek. W związku z krytyką działań władz sportowych swojego kraju, zawodniczka została odsunięta od udziału w igrzyskach olimpijskich w Tokio, Za karę reżimowe media rozpoczęły przeciwko niej kampanię, a funkcjonariusze próbowali ją zmusić do wylotu na Białoruś przez Stambuł. Zgłosiła się na policję na lotnisku i w efekcie nie wyleciała z Tokio.
Cimanouska otrzymała polską wizę humanitarną, a polscy dyplomaci zaoferowali jej opiekę i pomoc w podróży do Polski.
9 sierpnia 2021 Stany Zjednoczone, Kanada i Wielka Brytania ogłosiły nowe sankcje wobec Białorusi obejmujące między innymi BKOl w związku z brakiem ochrony protestujących sportowców oraz oskarżeniami, że kierowana przez Wiktara Łukaszenkę, instytucja służy omijaniu sankcji i praniu pieniędzy.
Także prezydenci BKOl Aleksander i Wiktor Łukaszenka są objęci sankcjami Stanów Zjednoczonych, Unii Europejskiej, Wielkiej Brytanii, Szwajcarii i Kanady, podczas gdy Dzmitryj Baskau, członek zarządu, ma zakaz wjazdu na Litwę, Łotwę i do Estonii.

## Prezydenci
- Uładzimir Ryżankou (1993-1996)
- Alaksandr Łukaszenka (1997-2021)
- Wiktar Łukaszenka (2021-)